# Tejstymy
Tejstymy (niem. Teistimmen) – osada w Polsce położona w województwie warmińsko-mazurskim, w powiecie olsztyńskim, w gminie Kolno.
W latach 1975–1998 miejscowość administracyjnie należała do województwa olsztyńskiego. Wieś znajduje się w historycznym regionie Warmia. W miejscowości m.in. dworek szlachecki, przedwojenny cmentarz oraz inne zabytki. W odległości 500 m jezioro, które ma 1. klasę czystości. Jest to jezioro rynnowe, o linii brzegowej otoczonej lasem. Na środku zbiornika wyspa, na której w latach przedwojennych istniał klasztor (obecnie pozostały same fundamenty). Park krajobrazowy z XVIII/XIX wieku.